# Sant’Angelo del Pesco
Sant’Angelo del Pesco ist eine italienische Gemeinde (comune) in der Provinz Isernia in der Region Molise im Apennin mit 317 Einwohnern (Stand 31. Dezember 2023). Die Gemeinde liegt etwa 32 Kilometer nordnordöstlich von Isernia am Sangro und grenzt unmittelbar an die Provinz Chieti.

## Geschichte
Die Gemeinde wurde um 1000 gegründet und trug zunächst den Namen Sant’Angelo del Grifone. Um 1320 wurde daraus Sant’Angelo del Pesculo.

## Verkehr
Durch die Gemeinde führt die frühere Strada Statale 558 Sangritana (seconda) (heute: Provinzstraße) von Archi nach Castel di Sangro.